# Istanbul (pel·lícula)

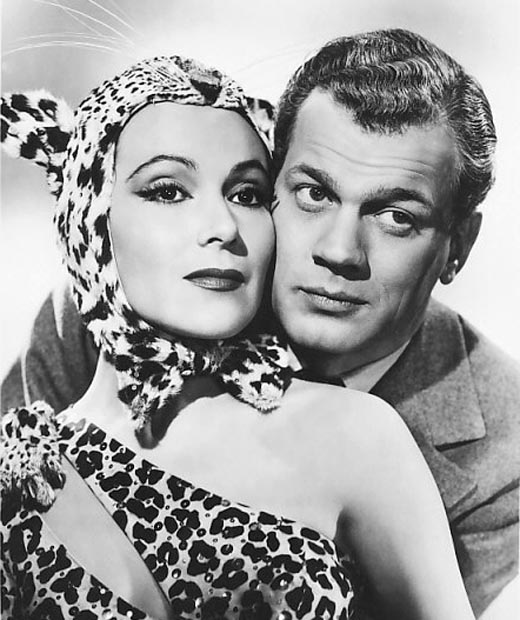
Dolores del Rio i Joseph Cotten

Istanbul (original: Journey Into Fear) és una pel·lícula estatunidenca dirigida per Norman Foster i Orson Welles, estrenada el 1943 i doblada al català Està basada en la novel·la d'Eric Ambler Journey into Fear. El film segueix l'argument del llibre però modifica el protagonista per un enginyer americà

## Argument
Segona Guerra mundial a Istanbul, un enginyer en armament estatunidenc manque manca de fer-se assassinar en un cabaret per agents nazis. Els serveis secrets locals el fan marxar del país pel Mar Negre, però el discret vaixell utilitzat es troba ple de passatgers il·lícits i l'enginyer no sap de qui fiar-se.

## Repartiment
- Joseph Cotten: Howard Graham
- Dolores del Río: Josette Martel
- Ruth Warrick: Madame Stephanie Graham
- Agnes Moorehead: Madame Mathews
- Jack Durant: Gogo Martel
- Everett Sloane: Kopeikin
- Eustace Wyatt: Professor Haller
- Frank Readick: Matthews
- Edgar Barrier: Monsieur Kuvetli
- Jack Moss: Peter Banat
- Stefan Schnabel: Purser
- Hans Conried: Lang Sang
- Robert Meltzer: El cambrer del vaixell
- Richard Bennett: El capità del vaixell
- Orson Welles: El coronel Haki
- Frank Puglia (no surt als crèdits): L'ajuda de camp del coronel Haki

## Al voltant de la pel·lícula
- Inicialment Welles havia de realitzar aquesta pel·lícula, però en conflicte amb la RKO pel fracàs comercial de Els magnífics Amberson la pel·lícula se li escaparà i serà rodada per Norman Foster. Welles va participar tanmateix en l'escriptura del guió, en la producció i va supervisar el rodatge, més al començament i amb més distància en el curs de la filmació. Als crèdits només surt com a actor.
- Remake el 1975 Journey into fear de Daniel Mann